# (6213) Zwiers
(6213) Zwiers (2196 P-L) – planetoida z grupy pasa głównego planetoid okrążająca Słońce w ciągu 3,43 lat w średniej odległości 2,27 au. Odkryta 24 września 1960 roku.